# Polgármester-választások Mikebudán
1990 és 2019 között nyolc rendes és egy időközi polgármester-választást tartottak Mikebudán.
A kilenc választás során három polgármester nyerte el a választók többségének bizalmát. 2014 óta  Takácsné Mocsári Ibolya a község első embere.
Mindig több jelölt szállt versenybe a polgármesteri tisztségért és jellemzően a hivatalban lévő vezető is megmérettette magát. A részvételi hajlandóság 40% és 70% között mozgott.
A jelöltek elsöprő többsége szervezeti támogatás nélkül állt rajtvonalhoz.

## Háttér
A hétszáz fős település Pest vármegye déli részén található. A község 1952-ben jött létre, az addig Albertirsához tartozó területekből. Kezdetektől fogva a Ceglédi járáshoz tartozott (a rendszerváltás előtt a Ceglédi nagyközségkörnyékhez, 1994 után pedig a Ceglédi kistérséghez).
A nyolcvanas években a tanács elnöke Vass Andrásné volt.

### Alapadatok
| Év   | Év   | Jelöltek | Részvétel |
| ---- | ---- | -------- | --------- |
| 1994 | 1994 | 2        | 67%       |
| 1998 | 1998 | 2        | 50%       |
| 2002 | 2002 | 4        | 69%       |
|      | 2004 | 2        | 59%       |
| 2006 | 2006 | 3        | 54%       |
| 2010 | 2010 | 6        | 55%       |
| 2014 | 2014 | 6        | 50%       |
| 2019 | 2019 | 4        | 42%       |

A jelöltek száma kettő és hat között mozgott, jellemzően a hivatalban lévő vezető is indult a választásokon.
Az átlagos részvételi hajlandóság 55% körül mozgott, ám igen nagy kilegngéssel: a legalacsonyabb 2019-ben volt a választói kedv (42%), a legmagasabb pedig 2002-ben (69%). (Az 1990-es választásokról nem állnak rendelkezésre részletes adatok.)
A település lakóinak a száma 720 és 850 között mozgott a rendszerváltás utáni negyedszázadban, a választópolgárok száma pedig 550-620 között mozgott. A község lélekszámából fakadóan a képviselő-testület létszáma előbb 7 fős volt, majd a 2010-es önkormányzati reformot követően 4 fős lett.
2004 februárjában időközi választásra került sor.
| Alapadatok (1990-2019) | Alapadatok (1990-2019) | Alapadatok (1990-2019) | Alapadatok (1990-2019) | Alapadatok (1990-2019) | Alapadatok (1990-2019) | Alapadatok (1990-2019) | Alapadatok (1990-2019) |
| Év                     | Év                     | Nap                    | Lakók                  | Lakók                  | Választó- jogosult     | Szavazó                | Részvétel              |
| Év                     | Év                     | Nap                    | száma                  | +/–                    | Választó- jogosult     | Szavazó                | Részvétel              |
| ---------------------- | ---------------------- | ---------------------- | ---------------------- | ---------------------- | ---------------------- | ---------------------- | ---------------------- |
| 1990                   | 1990                   | szept.30.              | 740                    | (nincs adat)           | (nincs adat)           | (nincs adat)           | (nincs adat)           |
| 1994                   | 1994                   | dec.11.                | 725                    | −16                    | 553                    | 371                    | 67,1%                  |
| 1998                   | 1998                   | okt.18.                | 757                    | 33                     | 576                    | 290                    | 50,3%                  |
| 2002                   | 2002                   | okt.20.                | 824                    | 67                     | 597                    | 411                    | 68,8%                  |
|                        | 2004                   | febr.8.                | (nincs adat)           | (nincs adat)           | 608                    | 359                    | 59,0%                  |
| 2006                   | 2006                   | okt.1.                 | 780                    | −44                    | 606                    | 327                    | 54,0%                  |
| 2010                   | 2010                   | okt.3.                 | 768                    | −12                    | 612                    | 336                    | 54,9%                  |
| 2014                   | 2014                   | okt.12.                | 734                    | −34                    | 602                    | 304                    | 50,5%                  |
| 2019                   | 2019                   | okt.13.                | 746                    | 12                     | 615                    | 259                    | 42,1%                  |

## Választások
| \| 1990 \| |                                         |          |                 |
| Jelölt     | Jelölt                                  | Szavazat | Szavazat        |
|            | Vass Andrásné –                         | n.a.     | n.a.            |
|            | {{{jelölt2}}} –                         |          | {{{százalék2}}} |
|            | {{{jelölt3}}} –                         |          | {{{százalék3}}} |
|            | {{{jelölt4}}} –                         |          | {{{százalék4}}} |
|            | {{{jelölt5}}} –                         |          | {{{százalék5}}} |
|            | {{{jelölt6}}} –                         |          | {{{százalék6}}} |
|            | {{{jelölt7}}} –                         |          | {{{százalék7}}} |
|            | {{{jelölt8}}} –                         |          | {{{százalék8}}} |
|            | {{{jelölt9}}} –                         |          | {{{százalék9}}} |
|            | további jelöltekről nincs elérhető adat |          |                 |
|            |                                         |          |                 |
| 1990       |                                         |          |                 |

| \| 1994 \| \| Részvétel: 67% \| |                 |                |                 |
| Jelölt                          | Jelölt          | Szavazat       | Szavazat        |
|                                 | Vass Andrásné – | 255            | 69,9%           |
|                                 | Dömösi András – | 110            | 30,1%           |
|                                 | {{{jelölt3}}} – |                | {{{százalék3}}} |
|                                 | {{{jelölt4}}} – |                | {{{százalék4}}} |
|                                 | {{{jelölt5}}} – |                | {{{százalék5}}} |
|                                 | {{{jelölt6}}} – |                | {{{százalék6}}} |
|                                 | {{{jelölt7}}} – |                | {{{százalék7}}} |
|                                 | {{{jelölt8}}} – |                | {{{százalék8}}} |
|                                 | {{{jelölt9}}} – |                | {{{százalék9}}} |
|                                 |                 |                |                 |
|                                 |                 |                |                 |
| 1994                            |                 | Részvétel: 67% |                 |

| \| 1998 \| \| Részvétel: 50% \| |                 |                |                 |
| Jelölt                          | Jelölt          | Szavazat       | Szavazat        |
|                                 | Rakita István – | 153            | 53,7%           |
|                                 | Vass Andrásné – | 132            | 46,3%           |
|                                 | {{{jelölt3}}} – |                | {{{százalék3}}} |
|                                 | {{{jelölt4}}} – |                | {{{százalék4}}} |
|                                 | {{{jelölt5}}} – |                | {{{százalék5}}} |
|                                 | {{{jelölt6}}} – |                | {{{százalék6}}} |
|                                 | {{{jelölt7}}} – |                | {{{százalék7}}} |
|                                 | {{{jelölt8}}} – |                | {{{százalék8}}} |
|                                 | {{{jelölt9}}} – |                | {{{százalék9}}} |
|                                 |                 |                |                 |
|                                 |                 |                |                 |
| 1998                            |                 | Részvétel: 50% |                 |

| \| 2002 \| \| Részvétel: 58% \| |                 |                |                 |
| Jelölt                          | Jelölt          | Szavazat       | Szavazat        |
|                                 | Rakita István – | 236            | 58,1%           |
|                                 | Vass Andrásné – | 130            | 32,0%           |
|                                 | Végvári Gyula – | 37             | 9,1%            |
|                                 | Eőry Zoltán –   | 3              | 0,7%            |
|                                 | {{{jelölt5}}} – |                | {{{százalék5}}} |
|                                 | {{{jelölt6}}} – |                | {{{százalék6}}} |
|                                 | {{{jelölt7}}} – |                | {{{százalék7}}} |
|                                 | {{{jelölt8}}} – |                | {{{százalék8}}} |
|                                 | {{{jelölt9}}} – |                | {{{százalék9}}} |
|                                 |                 |                |                 |
|                                 |                 |                |                 |
| 2002                            |                 | Részvétel: 58% |                 |

| \| 2004 \| Időközi választás \| Részvétel: 59% \| |                   |                |                 |
| Jelölt                                            | Jelölt            | Szavazat       | Szavazat        |
|                                                   | Vass Andrásné –   | 220            | 62,9%           |
|                                                   | Mészáros József – | 130            | 37,1%           |
|                                                   | {{{jelölt3}}} –   |                | {{{százalék3}}} |
|                                                   | {{{jelölt4}}} –   |                | {{{százalék4}}} |
|                                                   | {{{jelölt5}}} –   |                | {{{százalék5}}} |
|                                                   | {{{jelölt6}}} –   |                | {{{százalék6}}} |
|                                                   | {{{jelölt7}}} –   |                | {{{százalék7}}} |
|                                                   | {{{jelölt8}}} –   |                | {{{százalék8}}} |
|                                                   | {{{jelölt9}}} –   |                | {{{százalék9}}} |
|                                                   |                   |                |                 |
|                                                   |                   |                |                 |
| 2004                                              | Időközi választás | Részvétel: 59% |                 |

| \| 2006 \| \| Részvétel: 54% \| |                           |                |                 |
| Jelölt                          | Jelölt                    | Szavazat       | Szavazat        |
|                                 | Vass Andrásné –           | 178            | 55,5%           |
|                                 | Takácsné Mocsári Ibolya – | 95             | 29,6%           |
|                                 | Pálinkás Tamás –          | 48             | 15,0%           |
|                                 | {{{jelölt4}}} –           |                | {{{százalék4}}} |
|                                 | {{{jelölt5}}} –           |                | {{{százalék5}}} |
|                                 | {{{jelölt6}}} –           |                | {{{százalék6}}} |
|                                 | {{{jelölt7}}} –           |                | {{{százalék7}}} |
|                                 | {{{jelölt8}}} –           |                | {{{százalék8}}} |
|                                 | {{{jelölt9}}} –           |                | {{{százalék9}}} |
|                                 |                           |                |                 |
|                                 |                           |                |                 |
| 2006                            |                           | Részvétel: 54% |                 |

| \| 2010 \| \| Részvétel: 55% \| |                            |                |                 |
| Jelölt                          | Jelölt                     | Szavazat       | Szavazat        |
|                                 | Vass Andrásné –            | 96             | 29,3%           |
|                                 | Székely Károly Zoltán KDNP | 74             | 22,6%           |
|                                 | Láng Gyuláné –             | 69             | 21,0%           |
|                                 | Pálinkás Tamás –           | 50             | 15,2%           |
|                                 | Csicsó László –            | 30             | 9,1%            |
|                                 | Kovács János –             | 9              | 2,7%            |
|                                 | {{{jelölt7}}} –            |                | {{{százalék7}}} |
|                                 | {{{jelölt8}}} –            |                | {{{százalék8}}} |
|                                 | {{{jelölt9}}} –            |                | {{{százalék9}}} |
|                                 |                            |                |                 |
|                                 |                            |                |                 |
| 2010                            |                            | Részvétel: 55% |                 |

| \| 2014 \| \| Részvétel: 50% \| |                           |                |                 |
| Jelölt                          | Jelölt                    | Szavazat       | Szavazat        |
|                                 | Takácsné Mocsári Ibolya – | 160            | 53,5%           |
|                                 | Csicsó László –           | 43             | 14,4%           |
|                                 | Baki Nikoletta –          | 40             | 13,2%           |
|                                 | Varényi Anikó –           | 31             | 10,4%           |
|                                 | Láng Gyuláné –            | 13             | 4,3%            |
|                                 | Székely Károly Zoltán –   | 12             | 4,0%            |
|                                 | {{{jelölt7}}} –           |                | {{{százalék7}}} |
|                                 | {{{jelölt8}}} –           |                | {{{százalék8}}} |
|                                 | {{{jelölt9}}} –           |                | {{{százalék9}}} |
|                                 |                           |                |                 |
|                                 |                           |                |                 |
| 2014                            |                           | Részvétel: 50% |                 |

| \| 2019 \| \| Részvétel: 42% \| |                           |                |                 |
| Jelölt                          | Jelölt                    | Szavazat       | Szavazat        |
|                                 | Takácsné Mocsári Ibolya – | 105            | 41,0%           |
|                                 | Csicsó László –           | 78             | 30,5%           |
|                                 | Somogyi Tamás –           | 59             | 23,0%           |
|                                 | Nagy Sándor –             | 14             | 5,5%            |
|                                 | {{{jelölt5}}} –           |                | {{{százalék5}}} |
|                                 | {{{jelölt6}}} –           |                | {{{százalék6}}} |
|                                 | {{{jelölt7}}} –           |                | {{{százalék7}}} |
|                                 | {{{jelölt8}}} –           |                | {{{százalék8}}} |
|                                 | {{{jelölt9}}} –           |                | {{{százalék9}}} |
|                                 |                           |                |                 |
|                                 |                           |                |                 |
| 2019                            |                           | Részvétel: 42% |                 |

| Áttekintő táblázat | Áttekintő táblázat | Áttekintő táblázat         | Áttekintő táblázat         | Áttekintő táblázat         | Áttekintő táblázat | Áttekintő táblázat | Áttekintő táblázat    |
| Év                 | Év                 | Megválasztott polgármester | Megválasztott polgármester | Megválasztott polgármester | Szavazat           | Szavazat           | Előny a 2. előtt (%p) |
| Év                 | Év                 | név                        | szervezet                  | szervezet                  | db                 | érv.%              | Előny a 2. előtt (%p) |
| ------------------ | ------------------ | -------------------------- | -------------------------- | -------------------------- | ------------------ | ------------------ | --------------------- |
| 1990               | 1990               | Vass Andrásné              |                            | –                          | (nincs adat)       | (nincs adat)       | (nincs adat)          |
| 1994               | 1994               | Vass Andrásné              |                            | –                          | 255                | 69,9%              | +40                   |
| 1998               | 1998               | Rakita István              |                            | –                          | 153                | 53,7%              | +7                    |
| 2002               | 2002               | Rakita István              |                            | –                          | 236                | 58,1%              | +26                   |
|                    | 2004               | Vass Andrásné              |                            | –                          | 220                | 62,9%              | +26                   |
| 2006               | 2006               | Vass Andrásné              |                            | –                          | 178                | 55,5%              | +26                   |
| 2010               | 2010               | Vass Andrásné              |                            | –                          | 96                 | 29,3%              | +7                    |
| 2014               | 2014               | Takácsné Mocsári Ibolya    |                            | –                          | 160                | 53,5%              | +39                   |
| 2019               | 2019               | Takácsné Mocsári Ibolya    |                            | –                          | 105                | 41,0%              | +11                   |

| Kiegészítő adatok | Kiegészítő adatok | Kiegészítő adatok | Kiegészítő adatok | Kiegészítő adatok | Kiegészítő adatok | Kiegészítő adatok |
| Év                | Év                | jelöltek száma    | HL?               | Rész- vétel       | Érvényes szavazat | Érvény- telen     |
| ----------------- | ----------------- | ----------------- | ----------------- | ----------------- | ----------------- | ----------------- |
| 1990              | 1990              | n.a.              | ✓                 | (nincs adat)      | (nincs adat)      | (nincs adat)      |
| 1994              | 1994              | 2                 | ✓                 | 67%               | 365               | 1,6%              |
| 1998              | 1998              | 2                 | ✓                 | 50%               | 285               | 1,7%              |
| 2002              | 2002              | 4                 | ✓                 | 69%               | 406               | 1,2%              |
|                   | 2004              | 2                 | ✗                 | 59%               | 350               | 2,5%              |
| 2006              | 2006              | 3                 | ✓                 | 54%               | 321               | 1,8%              |
| 2010              | 2010              | 6                 | ✓                 | 55%               | 328               | 2,4%              |
| 2014              | 2014              | 6                 | ✗                 | 50%               | 299               | 1,6%              |
| 2019              | 2019              | 4                 | ✓                 | 42%               | 256               | 1,2%              |

| Összehasonlító táblázat (1994-től) | Összehasonlító táblázat (1994-től) | Összehasonlító táblázat (1994-től) | Összehasonlító táblázat (1994-től) | Összehasonlító táblázat (1994-től) | Összehasonlító táblázat (1994-től) | Összehasonlító táblázat (1994-től) | Összehasonlító táblázat (1994-től) | Összehasonlító táblázat (1994-től) | Összehasonlító táblázat (1994-től) |
| Év                                 | Év                                 | Polgármester-jelölt                | Polgármester-jelölt                | Polgármester-jelölt                | #.                                 | Szavazat                           | Szavazat                           | Szavazat                           | Szavazat                           |
| Év                                 | Év                                 | név                                | szervezet                          | szervezet                          | #.                                 | db                                 | jogosultak arányában               | szavazók arányában                 | érvényes szavazatok arányában      |
| ---------------------------------- | ---------------------------------- | ---------------------------------- | ---------------------------------- | ---------------------------------- | ---------------------------------- | ---------------------------------- | ---------------------------------- | ---------------------------------- | ---------------------------------- |
| 1994                               | 1994                               | Vass Andrásné                      |                                    | –                                  | 1.                                 | 255                                | 46,1%                              | 68,7%                              | 69,9%                              |
| 1994                               | 1994                               | Dömösi András                      |                                    | –                                  | 2.                                 | 110                                | 19,9%                              | 29,6%                              | 30,1%                              |
| 1998                               | 1998                               | Rakita István                      |                                    | –                                  | 1.                                 | 153                                | 26,6%                              | 52,8%                              | 53,7%                              |
| 1998                               | 1998                               | Vass Andrásné                      |                                    | –                                  | 2.                                 | 132                                | 22,9%                              | 45,5%                              | 46,3%                              |
| 2002                               | 2002                               | Rakita István                      |                                    | –                                  | 1.                                 | 236                                | 39,5%                              | 57,4%                              | 58,1%                              |
| 2002                               | 2002                               | Vass Andrásné                      |                                    | –                                  | 2.                                 | 130                                | 21,8%                              | 31,6%                              | 32,0%                              |
| 2002                               | 2002                               | Végvári Gyula                      |                                    | –                                  | 3.                                 | 37                                 | 6,2%                               | 9,0%                               | 9,1%                               |
| 2002                               | 2002                               | Eőry Zoltán                        |                                    | –                                  | 4.                                 | 3                                  | 0,5%                               | 0,7%                               | 0,7%                               |
|                                    | 2004                               | Vass Andrásné                      |                                    | –                                  | 1.                                 | 220                                | 36,2%                              | 61,3%                              | 62,9%                              |
| Mészáros József                    | 2004                               |                                    | –                                  | 2.                                 | 130                                | 21,4%                              | 36,2%                              | 37,1%                              |                                    |
| 2006                               | 2006                               | Vass Andrásné                      |                                    | –                                  | 1.                                 | 178                                | 29,4%                              | 54,4%                              | 55,5%                              |
| 2006                               | 2006                               | Takácsné Mocsári Ibolya            |                                    | –                                  | 2.                                 | 95                                 | 15,7%                              | 29,1%                              | 29,6%                              |
| 2006                               | 2006                               | Pálinkás Tamás                     |                                    | –                                  | 3.                                 | 48                                 | 7,9%                               | 14,7%                              | 15,0%                              |
| 2010                               | 2010                               | Vass Andrásné                      |                                    | –                                  | 1.                                 | 96                                 | 15,7%                              | 28,6%                              | 29,3%                              |
| 2010                               | 2010                               | Székely Károly Zoltán              |                                    | KDNP                               | 2.                                 | 74                                 | 12,1%                              | 22,0%                              | 22,6%                              |
| 2010                               | 2010                               | Láng Gyuláné                       |                                    | –                                  | 3.                                 | 69                                 | 11,3%                              | 20,5%                              | 21,0%                              |
| 2010                               | 2010                               | Pálinkás Tamás                     |                                    | –                                  | 4.                                 | 50                                 | 8,2%                               | 14,9%                              | 15,2%                              |
| 2010                               | 2010                               | Csicsó László                      |                                    | –                                  | 5.                                 | 30                                 | 4,9%                               | 8,9%                               | 9,1%                               |
| 2010                               | 2010                               | Kovács János                       |                                    | –                                  | 6.                                 | 9                                  | 1,5%                               | 2,7%                               | 2,7%                               |
| 2014                               | 2014                               | Takácsné Mocsári Ibolya            |                                    | –                                  | 1.                                 | 160                                | 26,6%                              | 52,6%                              | 53,5%                              |
| 2014                               | 2014                               | Csicsó László                      |                                    | –                                  | 2.                                 | 43                                 | 7,1%                               | 14,1%                              | 14,4%                              |
| 2014                               | 2014                               | Baki Nikoletta                     |                                    | –                                  | 3.                                 | 40                                 | 6,6%                               | 13,2%                              | 13,4%                              |
| 2014                               | 2014                               | Varényi Anikó                      |                                    | –                                  | 4.                                 | 31                                 | 5,1%                               | 10,2%                              | 10,4%                              |
| 2014                               | 2014                               | Láng Gyuláné                       |                                    | –                                  | 5.                                 | 13                                 | 2,2%                               | 4,3%                               | 4,3%                               |
| 2014                               | 2014                               | Székely Károly Zoltán              |                                    | –                                  | 6.                                 | 12                                 | 2,0%                               | 3,9%                               | 4,0%                               |
| 2019                               | 2019                               | Takácsné Mocsári Ibolya            |                                    | –                                  | 1.                                 | 105                                | 17,1%                              | 40,5%                              | 41,0%                              |
| 2019                               | 2019                               | Csicsó László                      |                                    | –                                  | 2.                                 | 78                                 | 12,7%                              | 30,1%                              | 30,5%                              |
| 2019                               | 2019                               | Somogyi Tamás                      |                                    | –                                  | 3.                                 | 59                                 | 9,6%                               | 22,8%                              | 23,0%                              |
| 2019                               | 2019                               | Nagy Sándor                        |                                    | –                                  | 4.                                 | 14                                 | 2,3%                               | 5,4%                               | 5,5%                               |

## Polgármesterek
| 1990-'94      | 1994-'98      | 1998-'02      | 2002-'06      | 2002-'06      | 2006-'10      | 2010-'14      | 2014-'19                | 2019-                   |
| 1990-'94      | 1994-'98      | 1998-'02      | '02-'04       | '04-'06       | 2006-'10      | 2010-'14      | 2014-'19                | 2019-                   |
| ------------- | ------------- | ------------- | ------------- | ------------- | ------------- | ------------- | ----------------------- | ----------------------- |
| Vass Andrásné | Vass Andrásné | Rakita István | Rakita István | Vass Andrásné | Vass Andrásné | Vass Andrásné | Takácsné Mocsári Ibolya | Takácsné Mocsári Ibolya |
|               |               |               |               |               |               |               |                         |                         |
| –             | –             | –             | –             | –             | –             | –             | –                       | –                       |
|               |               |               |               |               |               |               |                         |                         |